# Annie (1982)
Annie  é um filme estadunidense do gênero comédia musical, dirigido por John Huston e lançado em 1982. Filmagem do musical homônimo de enorme sucesso na Broadway, que, por sua vez, foi baseado na história em quadrinhos "Little Orphan Annie" ("Annie, a Pequena Órfã"), de Harold Gray. 

## Resumo
Em 1932, durante a Depressão americana, Annie é uma órfã de 10 anos que vive no orfanato cuidado pela bêbada e maldosa "Tia Agatha". Ela é convidada para passar uma semana na casa do multimilionário nova-iorquino Warbucks e acaba conquistando seu coração. Mas Annie conta ao homem que seus pais ainda estão vivos e a deixaram no orfanato, prometendo voltar um dia para apanhá-la e por isso ela não quer ser adotada. Então Warbucks oferece uma recompensa de 50 mil dólares para eles, se aparecerem. O irmão de "Tia Agatha", o bandido Rooster, junto de sua namorada trapaceira Lily, armam um plano para se fingirem de pais da menina e ficarem com a recompensa.

## Elenco
- Albert Finney — Oliver "Daddy" Warbucks
- Carol Burnett — Agatha Hannigan
- Ann Reinking — Grace Farrell
- Tim Curry — Rooster Hannigan
- Bernadette Peters — Lily St. Regis
- Aileen Quinn — Annie Bennett
- Geoffrey Holder — Punjab
- Roger Minami — Asp
- Edward Herrmann — Presidente Franklin Delano Roosevelt
- Lois de Banzie — Eleanor Roosevelt
- Peter Marshall — Bert Healy
- Toni Ann Gisondi — Molly
- Rosanne Sorrentino — Pepper
- Lara Berk — Tessie
- April Lerman — Kate
- Robin Ignico — Duffy
- Amanda Peterson - Tina Caspary
- Lucie Stewart — July